# Pina Picierno
Giuseppina Picierno, detta Pina (Santa Maria Capua Vetere, 10 maggio 1981), è una politica italiana, dal 1º luglio 2014 europarlamentare per il Partito Democratico, di cui è dal 18 gennaio 2022 vicepresidente del Parlamento europeo.
In precedenza è stata deputata alla Camera dal 29 aprile 2008 al 1º luglio 2014.

## Biografia
Nata a Santa Maria Capua Vetere (Caserta), da una famiglia originaria di San Marco a Teano (Caserta), figlia di Pasquale Picierno, ingegnere di Sessa Aurunca e segretario cittadino de La Margherita, a sua volta fratello di Raffaele Achille Picierno (1949), esponente della Democrazia Cristiana prima e del Partito Democratico (PD) poi, consigliere comunale, assessore e sindaco di Teano.
Diplomatasi al liceo linguistico Leonardo da Vinci di Vairano Scalo, ha studiato all'Università di Salerno dove si è laureata in scienze della comunicazione con 110 e lode, con una tesi di laurea sulle differenze comunicative del linguaggio politico tra Ciriaco De Mita e Bettino Craxi; nella stessa università ha in seguito collaborato con la cattedra di «Metodologia e Tecniche della Ricerca Sociale».

### Vita privata
Nel 2015 ha avuto una relazione con Francesco Nicodemo, ex dirigente del PD vicino a Matteo Renzi e membro del suo staff di comunicazione quando era Presidente del Consiglio, da cui ha avuto un figlio: Davide.
Dal 2023 è sposata con lo scrittore e giornalista Massimiliano Coccia, che ha collaborato con varie testate giornalistiche tra cui Il Manifesto, L’Unità e Il Messaggero.

## Attività politica

### Gli inizi
Cresciuta politicamente nel Partito Popolare Italiano (PPI), e nell'Irpinia di Ciriaco De Mita, di cui ha più volte dichiarato la sua vicinanza politica e in passato lo ha definito "il mio mito", nel 2002 aderisce alla confluenza del PPI, assieme a Rinnovamento Italiano di Lamberto Dini e I Democratici di Arturo Parisi, ne La Margherita di Francesco Rutelli, di cui a marzo 2005 divenne presidente federale della sua organizzazione giovanile, i Giovani della Margherita, eletta al congresso che si svolse a Napoli.
Nel 2007 aderisce allo scioglimento della Margherita e la sua confluenza nel Partito Democratico (PD); a novembre Walter Veltroni, eletto segretario alle primissime elezioni primarie di quell'anno, la nomina nella sua segreteria nazionale come responsabile con delega ai giovani.

### Elezione a deputata

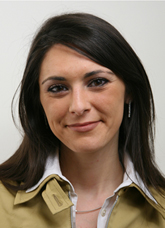
Pina Picierno eletta alla Camera dei deputati nel 2008.

Alle elezioni politiche del 2008 viene candidata alla Camera dei deputati, come capolista del PD nella circoscrizione Campania 2, su spinta di Veltroni per compensare la mancata ricandidatura di De Mita al Parlamento, risultando eletta deputata. Nel corso della XVI legislatura ha fatto parte della 7ª Commissione Cultura, scienza e istruzione (2008-2010), della 2ª Commissione Giustizia (2010-2013) e del comitato direttivo del gruppo parlamentare del Partito Democratico a Montecitorio.
Dopo la sconfitta alle politiche del 2008, Veltroni nomina un governo ombra del PD di cui fa parte Picierno come ministro per le politiche giovanili, ruolo che ricopre dal 9 maggio 2008 fino al 21 febbraio 2009. In questo periodo viene considerata vicina alla corrente AreaDem del vicesegretario PD Dario Franceschini.
Nel 2012 ha sostenuto la mozione di Pier Luigi Bersani alle elezioni primarie di "Italia. Bene Comune", per la scelta del leader della coalizione di centro-sinistra e candidato alla Presidenza del Consiglio, esprimendosi tramite Twitter contro la mozione dell'allora sindaco di Firenze Matteo Renzi.

### Rielezione alla Camera
Nel dicembre 2012 partecipa alle elezioni primarie "Parlamentarie” del PD per scegliere i candidati al Parlamento alle imminenti elezioni politiche, ottenendo 5.197 preferenze a Caserta, venendo ricandidata alla Camera, tra le liste del PD nella medesima circoscrizione in cui era stata eletta, in nona posizione, venendo rieletta a Montecitorio. Nella XVII legislatura della Repubblica è stata componente della 2ª Commissione Giustizia (2013-2014), della 14ª Commissione Politiche dell'Unione europea (2014) e della Commissione parlamentare antimafia (2013-2014).
Nel frattempo avvicinatasi a Renzi, il 5 giugno 2013 viene nominata Responsabile Legalità del Partito Democratico, nella nuova segreteria nazionale guidata dal "reggente" Guglielmo Epifani.
Il 9 dicembre 2013 viene nominata da Renzi, divenuto segretario del PD, Responsabile Legalità e Sud nella sua segreteria nazionale del partito, rimanendo in carica fino a settembre 2014. Durante gli anni del governo Renzi ha difeso strenuamente la misura del bonus 80 euro e attaccato la CGIL per le proteste sindacali.

### Elezione a europarlamentare
In vista delle elezioni europee del 2014 viene candidata al Parlamento europeo, come capolista del Partito Democratico nella circoscrizione Italia meridionale, su proposta del segretario PD Renzi; la candidatura è accolta freddamente da esponenti locali del PD che avrebbero preferito una persona più attiva sul territorio, come Andrea Cozzolino. Picierno è comunque eletta europarlamentare con 224.314 preferenze, seconda in lista dietro a Gianni Pittella (234.254). Durante il suo primo mandato è stata vicepresidente della Delegazione alla commissione parlamentare mista UE-Messico.

### Rielezione al Parlamento europeo

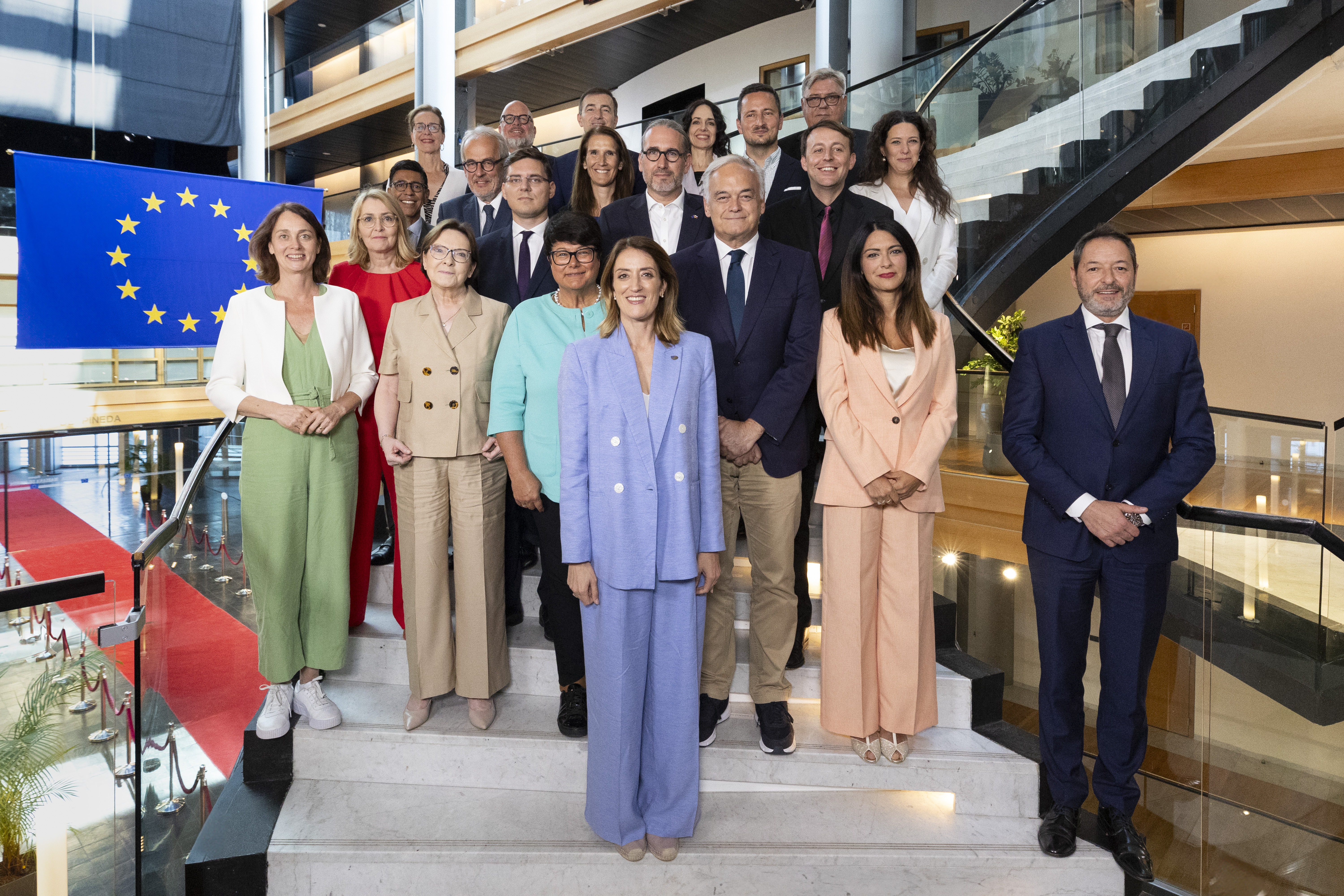
Picierno (prima fila, seconda da destra) insieme agli altri Vicepresidenti dell'Europarlamento eletti durante la prima sessione plenaria della X legislatura

Alle elezioni europee del 2019 si ricandida al Parlamento europeo, nelle liste del "Partito Democratico - Siamo Europei" nella medesima circoscrizione della precedente elezione, in seconda posizione, venendo rieletta europarlamentare con 79.248 preferenze in quarta posizione come ultima degli eletti.
Il 18 gennaio 2022 viene eletta tra i 14 vicepresidenti del Parlamento europeo al primo turno con 527 voti, subentrando come vicepresidente in rappresentanza dell'Italia a Fabio Massimo Castaldo e diventando la seconda donna a ricoprire tale ruolo per l'Italia dopo Roberta Angelilli.
Alle primarie del PD del 2023, sostiene la mozione di Stefano Bonaccini, presidente della Regione Emilia-Romagna, che la designa come candidata vicesegretaria del PD in caso di vittoria; tuttavia Bonaccini risulta sconfitto dalla deputata del PD Elly Schlein. Successivamente aderisce alla corrente interna del PD "Energia Popolare" di Bonaccini.
Alle elezioni europee del 2024 viene ricandidata al Parlamento europeo, tra le liste del PD nella circoscrizione Italia meridionale in terza posizione, venendo eletta per la terza volta europarlamentare con 122.623 preferenze ancora in quarta posizione. Il 16 luglio dello stesso anno viene confermata vicepresidente del Parlamento europeo al secondo turno con 504 voti.
Al referendum abrogativo del 2025 si schiera contro i primi tre quesiti e a favore degli ultimi due, in dissidenza con la linea ufficiale del PD schierato a favore di tutti e 5 i quesiti. Nello stesso anno le viene assegnata una scorta da parte del Ministero dell'Interno, dopo una serie di minacce e insulti sul web e per lettera, a causa della sua posizione di sostegno alle sanzioni europee contro la Russia nell'invasione russa dell'Ucraina e contro il regime di Putin, nonché dopo aver ricevuto attacchi personali da esponenti russi tra cui il propagandista Vladimir Solov'ëv sulla televisione di Stato.